# Sașa Pană
Sașa Pană, pseudonimul literar al lui Alexandru Binder, (n. 8 august 1902, București, România – d. 22 august 1981, București, România) a fost un scriitor evreu român, prezent în literatura română de avangardă din prima jumătate a secolului al XX-lea.

## Biografie
Fiu al medicului David Binder, după studii de specialitate începute la Iași și terminate la București, Sașa Pană obține în 1927 diploma de medic militar. Vocația lui era însă literatura, domeniu în care disponibilitățile sale intelectuale vor contribui decisiv la desăvârșirea lui de animator al mișcărilor literare de avangardă din România, începând cu dadaismul, trecând apoi spre o orientare suprarealistă. Debutează cu volumul de poezii simboliste Răbojul unui muritor în 1926. Trei ani mai târziu, cu mijloace financiare proprii, Sașa Pană publică revista de avangardă unu și înființează o editură sub aceeași siglă, unde va tipări cărțile proprii și volume ale unor confrați de generație, promotori ai creației avangardiste, ca Urmuz, Tristan Tzara, Stephan Roll, Ilarie Voronca, Vasile Dobrian și alții. La fel ca majoritatea avangardiștilor români, Sașa Pană publică numeroase proze de mici dimensiuni, situate la frontiera dintre povestire, reportaj, poem în proză și articol cu caracter de manifest. Formula "automatismului psihic pur", prin care André Breton definise suprarealismul, își face simțită prezența în volumele intitulate "Diagrame" (1930), "Echinox arbitrar" (1931), "Viața romanțată a lui Dumnezeu" (1932). Într-o scenografie mentală plasată la hotarul dintre stare conștientă și vis, poetul, aflat în postura de "secretar al inconștientului", stenografiază cu voluptate mesajul unei "halucinații binefăcătoare", aureolat de "briza reveriei". În cărțile publicate ulterior, "Cuvântul talisman" (1933), "Călătorie cu funicularul" (1934) și altele, scriitorul își distribuie substanța poetică în două registre: unul, al programului avangardist "subversiv", va fi branșat permanent la energia "incendiului reținut în cuvinte", celălalt, cu componentele unui temperament echilibrat, este dispus în tonalități minore, elegiace.
Între noiembrie 1944 și martie 1947, Sașa Pană a publicat revista proletară Orizont din care au apărut 42 de numere.
După volumul Poeme fără de imaginație (1947), a publicat mai multe volume de proză cu caracter general proletar sau umoristic. În 1966 apare o primă antologie din opera sa poetică, Poeme și poezii, ce cuprinde și o serie de inedite grupate sub ciclul "Culoarea timpului (1948-1965)", care va fi completată și publicată în volumul din 1977 intitulat tot Culoarea timpului. La 3 ani după Poeme și poezii apare la aceeași editură o antologie din prozopoemele sale. În 1973, cu 8 ani înaintea morții sale, Sașa Pană publică un volum de memorialistică de aproape 700 de pagini intitulat Născut în '02. În 2006, a apărut postum la Editura Dacia din Cluj-Napoca o ediție îngrijită de Ion Pop ce conține volumele Viața romanțată a lui Dumnezeu, Diagrame și Echinox arbitrar. În 2009 va apărea la aceeași editură Sadismul adevărului.
Sașa Pană a fost și autorul unor traduceri valoroase din operele lui Paul Eluard, Jean Cassou, Loys Masson.
A locuit din 1933 până la moarte în imobilul situat pe strada Dogari (Dogarilor) la nr. 36, București.

## Distincții
- Ordinul „Steaua Republicii Populare Romîne” clasa a V-a (21 august 1954) „pentru merite deosebite pe tărîmul construcției de stat, economice, sociale și culturale, cu ocazia celei de a zecea aniversări a eliberării patriei noastre”[5]
- Ordinul „Meritul Cultural” clasa I (10 octombrie 1972) „pentru îndelungată și rodnică activitate în domeniul creației literare, [...] cu prilejul împlinirii vîrstei de 70 de ani”[6]
- Ordinul „23 August” clasa a III-a (23 ianuarie 1978) „pentru activitate îndelungată în mișcarea muncitorească și contribuția adusă la înfăptuirea politicii partidului și statului de făurire a societății socialiste multilateral dezvoltate în patria noastră”[7]

## Opere

### Poezii și prozopoeme
- Răbojul unui muritor. Strofe banale, Editura Lupta, București, 1926
- Diagrame, editura unu, 1930 (cu un portret și desene de Victor Brauner)
- Echinox arbitrar, editura unu, Tipografia Studioului Grafic Steaua Artei, București, 1931 (copertă și 6 desene de M.H. Maxy; tiraj de 150 de exemplare numerotate)
- Viața romanțată a lui Dumnezeu, editura unu, București, 1932 (cu un desen afară din text al lui Jean David; tiraj de 150 de exemplare numerotate)
- Cuvântul talisman, editura unu, București, 1933 (cu un desen de Marcel Iancu; tiraj de 200 de exemplare numerotate)
- Călătorie cu funicularul, editura unu, București, 1934 (cu un portret de M. H. Maxy; tiraj de 349 de exemplare numerotate)
- Iarba fiarelor, editura unu, București, 1937
- Vladimir, editura unu, București, 1938 (tiraj de 96 de exemplare hors-commerce)
- Munții noaptea neliniștea, editura unu, București, 1940 (desene de Man Ray; tiraj de 180 de exemplare numerotate)
- Atentat la bunele tabieturi. Hârtii lipite. Frontispiciu poema Lumina în relief, Colecția Orizont, București, 1942 (album de colaje precedate de un poem, în exemplar unic; republicat la Editura Litera în 1970)
- Pentru libertate, Colecția Orizont, București, 1945
- Plecări fără ancoră, Tipografia Studioului Grafic Steaua Artei, București, 1946
- Poeme fără de imaginație, Editura Socec & Co. S.A.R., București, 1947
- Poeme și poezii alese din cărți și din sertar (1925-1965), Editura pentru literatură, 1966 (prefață de Mihail Petroveanu; tiraj de 3680 de exemplare)
- Prozopoeme, Editura Minerva, București, 1971 (prefață de Laurențiu Ulici)
- Culoarea timpului. Poeme, Cartea Românească, București, 1977 (prefață de Mihai Gafița și portret din 1929 de Victor Brauner)

## Proză și publicistică
- Sadismul adevărului, editura unu, București, 1936 (ilustrații de Victor Brauner, Marcel Iancu, Alfred Jarry, Kapralik, Jules Perahim, Pablo Picasso, Man Ray și Jacques Vaché; tiraj de 358 de exemplare numerotate)
- Erată la "Introducere în modernism" de Dinu Stegărescu, Colecția Orizont, București, 1947
- Tîlbîc, Tureatcă & Co., Editura Socec & Co. S.A.R., București, 1948 (copertă și 10 desene de Marcela Cordescu)
- Cordonul sanitar, Colecția Cartea Poporului (nr. 17), E.S.P.L.A., București, 1949
- A fost odată... și nu va mai fi! Nuvele de Sașa Pană, Editura de Stat, București, 1949
- Misiunea trebuie împlinită, Biblioteca ostașului (nr. 13), Editura Direcției Superioare Politice a Armatei, 1950
- În preajma mutărilor. Schițe și povestiri, Editura pentru literatură, București, 1965 (copertă de Harry Guttman)
- Aurel Mărculescu, album, Editura Meridiane, București, 1967
- Născut în '02: Memorii, file de jurnal, evocări. Ediție îngrijită de Victor Iova. Editura Minerva, București, 1973

## Teatru
- "Așa întrece, înțeleg și eu!", Extras din Educația artistică, D.S.P.A., ianuarie 1949 (în colaborare cu Maia Radovan)
- Teatru mic, D.S.P.A., 1950 (șase piesete)